# Tahereh Mafi

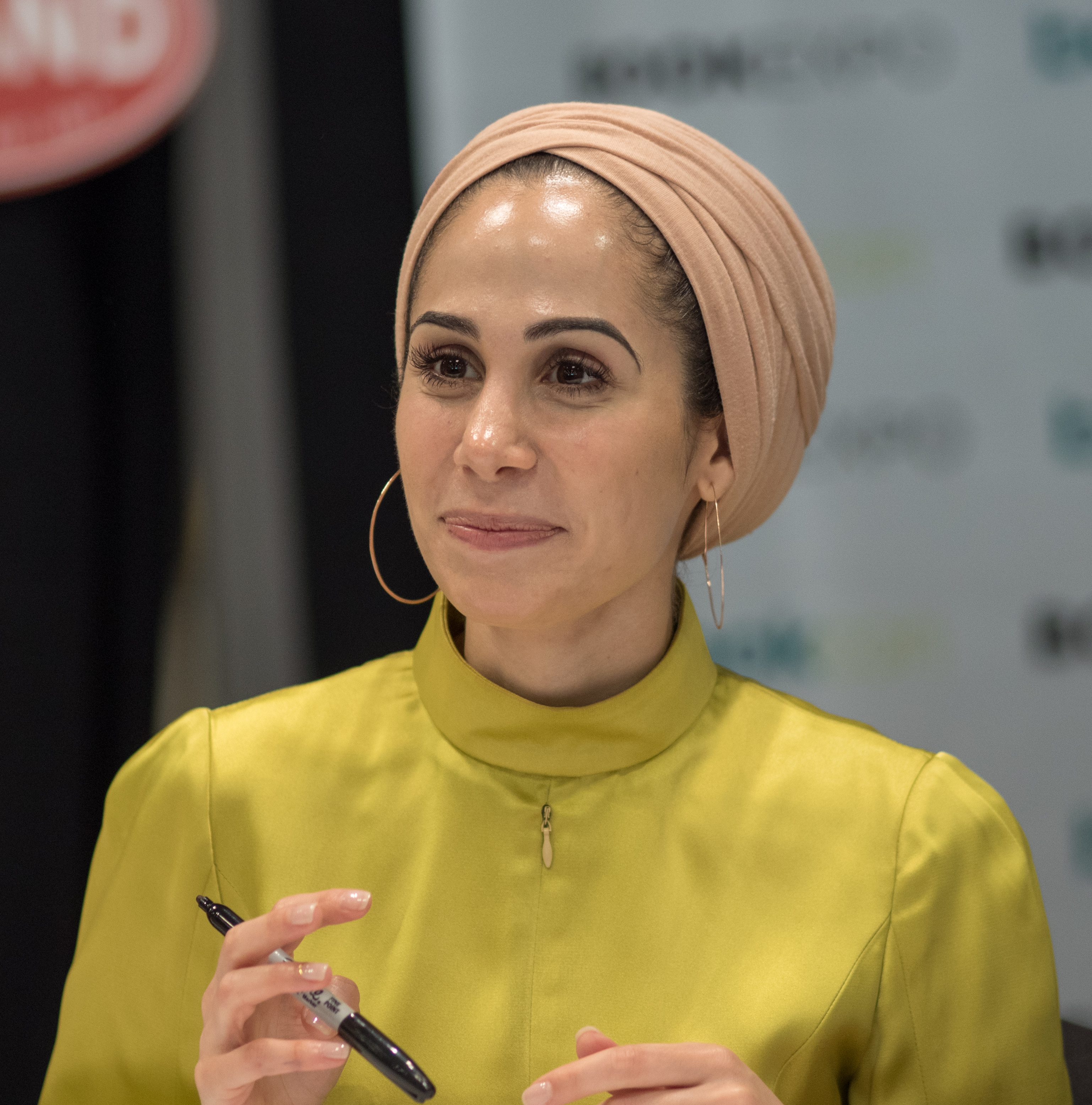
Tahereh Mafi, 2018

Tahereh Mafi (* 9. November 1988) ist eine US-amerikanische Jugendbuchautorin.

## Leben und Werk
Mafi wurde 1988 in einer Kleinstadt in Connecticut geboren. Sie ist iranischer Abstammung und hat vier ältere Brüder.
Im Jahr 2011 veröffentlichte Mafi ihr Debüt Shatter Me (deutscher Titel: Ich fürchte mich nicht), den ersten Teil einer dystopischen Romanreihe über ein Mädchen mit übernatürlichen Fähigkeiten. 2013 folgte der zweite Band Unravel Me (deutscher Titel: Rette mich vor dir) und 2014 der dritte Band Ignite Me (deutscher Titel: Ich brenne für dich). Die Reihe ist dem Genre Romantasy zuzuordnen. 2018–2020 schloss Mafi drei weitere Bände an, die die Titel Restore Me, Defy Me und Imagine Me tragen, sowie sechs kürzere Erzählungen, deren Handlung vor bzw. zwischen den Romanen angesiedelt ist.
2016 veröffentlichte Mafi ihren Roman Furthermore für eine jüngere Altersgruppe. Der Fantasyroman spielt in einer Welt der Farbenmagie. Der ein Jahr später erschienene Roman Whichwood, der an Furthermore anknüpft, ohne aber eine direkte Fortsetzung zu sein, ist von der iranischen Kultur und Mythologie inspiriert. Beide sind bislang nicht auf Deutsch erschienen. 2018 veröffentlichte Mafi ein weiteres Jugendbuch, A Very Large Expanse of Sea, eine Liebesgeschichte, die aber auch den zunehmenden antimuslimischen Rassismus in den USA nach den Terroranschlägen am 11. September 2001 zum Thema hat.
2022 erschien This Woven Kingdom, der erste Band einer von persischen Mythen inspirierten Fantasy-Trilogie mit den Folgebänden These Infinite Threads (2023) und All This Twisted Glory (2024).
Mit ihren Büchern war Mafi auf den Bestsellerlisten der New York Times und der USA Today vertreten.
Seit 2013 ist Mafi mit dem Filmemacher und Schriftsteller Ransom Riggs verheiratet. Das Paar lebt in Santa Monica, Kalifornien. Aus der Ehe ging eine 2017 geborene Tochter hervor.

## Veröffentlichungen
Die ersten drei Teile der Shatter-Me-Reihe wurden im Goldmann Verlag verlegt. Anschließend wurden alle Romane von Mafi in der deutschen Version beim cbt-Verlag veröffentlicht. Auch die ersten drei Teile erhielten eine Neuauflage beim cbt-Verlag.

### Shatter-Me-Reihe
- Ich fürchte mich nicht, 2012 (OT: Shatter Me, 2011), Goldmann Verlag, ISBN 9783442313013
- Rette mich vor dir, 2013 (OT: Unravel Me, 2013), Goldmann Verlag, ISBN  9783442313044
- Ich brenne für dich, 2015 (OT: Ignite Me, 2014), Goldmann Verlag, ISBN 9783442313051
- Restore Me, 2023, cbt Verlag, ISBN  9783570316412
- Defy Me, 2023, cbt Verlag, ISBN 9783570316429
- Imagine Me, 2024, cbt Verlag, ISBN 9783570316436

Dazugehörige Erzählungen (nur als E-Books erhältlich): 
- Zerstöre mich, 2013 (Geschichte zwischen Band 1 und 2; OT: Destroy Me, 2012)
- Vernichte mich, 2014 (Geschichte zwischen Band 2 und 3; OT: Fracture Me, 2013)
- Unite Me, 2014 (Geschichte zwischen Band 3 und 4, bislang nicht auf Deutsch erschienen)
- Shadow Me,  (Geschichte zwischen Band 4 und 5, bislang nicht auf Deutsch erschienen)
- Reveal Me,  (Geschichte zwischen Band 5 und 6, bislang nicht auf Deutsch erschienen)
- Find Me (Prequel, bislang nicht auf Deutsch erschienen)

### This-Woven-Kingdom-Trilogie
- This Woven Kingdom, 2024, cbj, ISBN 9783570166857
- These Infinite Threads, 2023
- All This Twisted Glory, 2024

### Weitere Werke
- Furthermore, 2016 (bislang nicht auf Deutsch erschienen)
- Whichwood, 2017 (bislang nicht auf Deutsch erschienen)
- A Very Large Expanse of Sea, 2018 (auf Deutsch: Wie du mich siehst)
- An Emotion of Great Delight. HarperCollins, New York 2021, ISBN 978-0-062-97241-5
  - Wie ein leuchtender Stern, dt. von Henriette Zeltner. Fischer Sauerländer, Frankfurt 2022, ISBN 978-3-737-35902-3